# Priscilla hypsiomoides
Priscilla hypsiomoides är en skalbaggsart som beskrevs av Thomson 1864. Priscilla hypsiomoides ingår i släktet Priscilla och familjen långhorningar.
Artens utbredningsområde är:
- Costa Rica.
- Honduras.
- Nicaragua.
- Panama.
- Venezuela.

Inga underarter finns listade i Catalogue of Life.